# Kees Buijs
Kees Antonius Marie Buijs (Zundert, 18 oktober 1931 – Heeze, 10 december 2016) was een Nederlands politicus van het CDA.
Hij is afgestudeerd in de rechten en woonde in Helmond voor hij midden 1973 benoemd werd tot burgemeester van Aarle-Rixtel. Op 1 januari 1997 fuseerde Aarle-Rixtel met Beek en Donk en Lieshout tot de gemeente Laarbeek waarmee zijn functie kwam te vervallen. Na geruime tijd ziek te zijn geweest overleed Buijs eind 2016 op 85-jarige leeftijd.